# Buochs
Buochs es una comuna suiza del cantón de Nidwalden.

## Geografía
Buochs está ubicada al norte del cantón a orillas del lago de los Cuatro Cantones. Limita al norte con la comuna de Ennetbürgen, al este con Beckenried, al sur con Oberdorf, y al oeste con Stans. Buochs está situado frente al Buochserhorn, . El pueblo está  metros encima del nivel del mar. 

## Demografía
Buochs tiene una población de 5200 personas, de las cuales el 12% es de nacionalidad extranjera (2002). Hay 260 negocios locales que emplean a 1300 personas. El 14% de éstos están en el sector agrícola, el 34% en industria y comercio, y el 52% en servicios.